# Akın Öztürk
Akın Öztürk (Gümüşhane, 21 de febrero de 1952) es un exgeneral de cuatro estrellas de la Fuerza Aérea Turca que se desempeñó como el 30.º comandante de la Fuerza Aérea Turca hasta el 4 de agosto de 2015. Después de finalizar su mandato como comandante, continuó en funciones como miembro del Consejo Supremo Militar.
Öztürk fue arrestado el 16 de julio de 2016 acusado de haber desempeñado un papel principal en el fallido intento de golpe de Estado en Turquía de 2016. Fue despojado de todos sus rangos militares e imputado por delitos contra el orden público, terrorismo, conspiración y traición. Öztürk ha negado los cargos.
El 20 de junio de 2019, Öztürk fue condenado a cadena perpetua. Durante su interrogatorio, se alega que fue torturado en instalaciones policiales no oficiales.

## Intento de golpe de Estado en Turquía de 2016
Akın Öztürk estuvo entre los 2839 oficiales militares arrestados el 16 de julio de 2016 como parte de la gran ofensiva del gobierno turco contra quienes podrían haber estado involucrados en el intento de golpe de Estado en Turquía del 15 de julio de 2016. El diario Hürriyet informó que fue acusado de ser el líder del intento de golpe. Aunque la agencia semioficial Anadolu afirmó inicialmente que Öztürk había confesado ante un fiscal su intención de llevar a cabo un golpe, esta información desapareció posteriormente y, según la cadena privada NTV, Öztürk negó cualquier participación con los golpistas. En su declaración ante el fiscal, afirmó que se encontraba en la base aérea visitando a sus nietos (su yerno es un piloto destinado allí) y que, al enterarse del intento de golpe, logró disuadir a los conspiradores de continuar con sus planes y rescató personalmente a dos oficiales leales de alto rango que estaban retenidos en la base.
En 2025, el Grupo de Trabajo sobre Detención Arbitraria de la ONU exigió su liberación tras determinar que a Öztürk se le había negado un juicio justo.